# Barbora Štefková
Barbora Štefková (Olomouc, 4 april 1995) is een tennisspeelster uit Tsjechië. Štefková begon met tennis toen zij zes jaar oud was. Haar favoriete ondergrond is gras. Zij speelt rechtshandig, met een tweehandige backhand. Zij studeert aan de Faculteit voor lichaamscultuur van de Palacký-Universiteit Olomouc.

## Loopbaan

### Enkelspel
Štefková debuteerde in 2012 op het ITF-toernooi van Jablonec nad Nisou (Tsjechië). Zij stond in 2013 voor het eerst in een finale, op het ITF-toernooi van Caslano (Zwitserland) – hier veroverde zij haar eerste titel, door de Zwitserse Chiara Grimm te verslaan. In mei/juni 2014 won zij drie ITF-toernooien in vier weken tijd. Tot op heden(juni 2018) won zij negen ITF-titels, de meest recente in 2016 in Namangan (Oezbekistan).
In 2016 kwalificeerde Štefková zich voor het eerst voor een WTA-hoofdtoernooi, op het toernooi van Québec – als lucky loser versloeg zij in de eerste ronde de als tweede geplaatste Duitse Annika Beck. Dit is vooralsnog haar beste resultaat op de WTA-toernooien.
In 2018 wist Štefková via het kwalificatietoernooi een plek in het hoofdtoernooi op Wimbledon te veroveren. Haar eerste tegenstandster is de Nederlandse Kiki Bertens.

### Dubbelspel
Štefková is in het dubbelspel minder actief dan in het enkelspel. Zij debuteerde in 2012 op het ITF-toernooi van haar geboorteplaats Olomouc (Tsjechië), samen met landgenote Barbora Třeštíková. Zij stond in 2013 voor het eerst in een finale, op het ITF-toernooi van Caslano (Zwitserland), samen met de Zwitserse Sara Ottomano – zij verloren van het Zwitserse duo Chiara Grimm en Jil Teichmann. In 2014 veroverde Štefková haar eerste titel, op het ITF-toernooi van Ramla (Israël), samen met de Russin Margarita Lazareva, door het duo Sofia Dmitrieva en Alexandra Morozova te verslaan. In mei/juni/juli 2014 won zij bij elkaar vijf ITF-toernooien. Tot op heden(juni 2018) won zij tien ITF-titels, de meest recente in 2018 in Sharm-el-Sheikh (Egypte).
In 2016 speelde Štefková voor het eerst op een WTA-hoofdtoernooi, op het toernooi van Praag, waarvoor zij samen met landgenote Tereza Smitková een wildcard had gekregen. Zij stond in 2018 voor het eerst in een WTA-finale, op het toernooi van Bol, samen met de Spaanse Sílvia Soler Espinosa – zij verloren van het duo Mariana Duque Mariño en Wang Yafan.

## Posities op deWTA-ranglijst
Positie per einde seizoen:
| jaar | rang enkelspel | rang dubbelspel |
| ---- | -------------- | --------------- |
| 2013 | 726            | 840             |
| 2014 | 441            | 416             |
| 2015 | 290            | 544             |
| 2016 | 162            | 220             |
| 2017 | 452            | 420             |
| 2018 | 301            | 103             |

## Palmares
| Legenda                 |
| ----------------------- |
| Grandslamtoernooi       |
| Olympische Spelen       |
| Year-End Championships  |
| Premier Mandatory       |
| Premier Five / WTA 1000 |
| Premier / WTA 500       |
| International / WTA 250 |
| Challenger / WTA 125    |

### WTA-finaleplaatsen enkelspel
geen

### WTA-finaleplaatsen vrouwendubbelspel
| nr.              | finale     | toernooi     | ondergrond | partner               | tegenstandsters                            | score            |         |
| ---------------- | ---------- | ------------ | ---------- | --------------------- | ------------------------------------------ | ---------------- | ------- |
| gewonnen finales |            |              |            |                       |                                            |                  |         |
| geen             |            |              |            |                       |                                            |                  |         |
| verloren finales |            |              |            |                       |                                            |                  |         |
| 1.               | 2018-06-10 | WTA Bol      | hardcourt  | Sílvia Soler Espinosa | Mariana Duque Mariño Wang Yafan            | 3-6, 5-7         | details |
| 2.               | 2018-06-24 | WTA Mallorca | gras       | Lucie Šafářová        | Andreja Klepač María José Martínez Sánchez | 1-6, 6-3, [3-10] | details |
| 3.               | 2018-11-03 | WTA Mumbai   | hardcourt  | Bibiane Schoofs       | Natela Dzalamidze Veronika Koedermetova    | 4-6, 6-7         | details |

### Gewonnen ITF-toernooien enkelspel
| nr. | finale     | toernooi   | dotatie | ondergrond | tegenstandster in finale | score         |
| --- | ---------- | ---------- | ------- | ---------- | ------------------------ | ------------- |
| 1.  | 2013-08-31 | Caslano    | $10.000 | gravel     | Chiara Grimm             | 6-3, 6-1      |
| 2.  | 2014-05-24 | Ramla      | $10.000 | hardcourt  | Margarita Lazareva       | 6-1, 6-3      |
| 3.  | 2014-05-31 | Netanja    | $10.000 | hardcourt  | Saray Sterenbach         | 7-6, 6-3      |
| 4.  | 2014-06-14 | Banja Luka | $10.000 | gravel     | Daiana Negreanu          | 6-2, 6-2      |
| 5.  | 2014-12-06 | Tel Aviv   | $10.000 | hardcourt  | Deniz Khazaniuk          | 6-2, 6-0      |
| 6.  | 2015-06-06 | Andizan    | $25.000 | hardcourt  | Veronika Koedermetova    | 7-5, 6-3      |
| 7.  | 2015-11-28 | Tel Aviv   | $10.000 | hardcourt  | Olga Dorosjina           | 6-1, 6-4      |
| 8.  | 2016-04-16 | Istanbul   | $50.000 | hardcourt  | Anastasia Pivovarova     | 7-5, 2-6, 6-1 |
| 9.  | 2016-06-04 | Namangan   | $25.000 | hardcourt  | Ksenia Lykina            | 7-5, 7-5      |

### Gewonnen ITF-toernooien dubbelspel
| nr. | finale     | toernooi | dotatie         | ondergrond | partner              | tegenstandsters in finale                            | score            |
| --- | ---------- | -------- | --------------- | ---------- | -------------------- | ---------------------------------------------------- | ---------------- |
| 1.  | 2014-05-24 | $10.000  | Ramla           | hardcourt  | Margarita Lazareva   | Sofia Dmitrieva Alexandra Morozova                   | 6-2, 3-6, [11-9] |
| 2.  | 2014-05-31 | $10.000  | Netanja         | hardcourt  | Pia König            | Mariam Bolkvadze Anastasia Pribylova                 | 6-3, 6-2         |
| 3.  | 2014-06-14 | $10.000  | Banja Luka      | gravel     | Gabriela Pantůčková  | Anita Husarić Daiana Negreanu                        | walk-over        |
| 4.  | 2014-06-22 | $15.000  | Přerov          | gravel     | Chantal Škamlová     | Eva Rutarová Karolína Stuchlá                        | 6-4, 6-3         |
| 5.  | 2014-07-27 | $10.000  | Horb am Neckar  | gravel     | Hilda Melander       | Carolin Daniels Laura Schäder                        | 6-4, 6-1         |
| 6.  | 2015-12-04 | $10.000  | Ramat Gan       | hardcourt  | Alexandra Morozova   | Vlada Ekshibarova Darja Lodikova                     | 6-2, 7-5         |
| 7.  | 2016-04-16 | $50.000  | Istanbul        | hardcourt  | Nigina Abduraimova   | Valentina Ivachnenko Lidzija Marozava                | 6-4, 1-6, [10-6] |
| 8.  | 2016-05-28 | $25.000  | Andizan         | hardcourt  | Anastasija Vasyljeva | Viktorija Kan Sabina Sharipova                       | 6-3, 4-6, [10-7] |
| 9.  | 2017-02-04 | $60.000  | Burnie          | hardcourt  | Riko Sawayanagi      | Alison Bai Varatchaya Wongteanchai                   | 7-6, 4-6, [10-7] |
| 10. | 2018-03-31 | $15.000  | Sharm-el-Sheikh | hardcourt  | Mariam Bolkvadze     | María Paulina Pérez García Paula Andrea Pérez García | 6-2, 7-6         |